# اولنا رودینا
اولنا رودینا (انگلیسی: Olena Rodina؛ زادهٔ ۱۷ مهٔ ۱۹۷۵) ورزشکار اسکی صحرانوردی اهل Ukrainian است. او همچنین از اسکی‌بازان اسکی صحرانوردی در بازی‌های المپیک زمستانی ۲۰۰۲ بوده‌است.